# Masquerade (àlbum de Running Wild)
Masquerade és un àlbum del grup alemany Running Wild. És el primer d'una trilogia amb el tema "el bo contra ek dimoni", continuat amb The Rivalry i acabat amb Victory.

## Cançons
1. "The Contract / The Crypts Of Hades" - 2:19
2. "Masquerade" - 4:19
3. "Demonized" - 4:40
4. "Black Soul" - 5:17
5. "Lions Of The Sea" - 5:48
6. "Rebel At Heart" - 5:44
7. "Wheel Of Doom" - 4:02
8. "MetalHead" - 4:56
9. "Soleil Royal" - 4:44
10. "Men In Black" - 4:35
11. "Underworld" - 6:19
12. "Iron Heads" (Bonus) - 3:43
13. "Bones To Ashes" (Bonus) - 5:17

Totes les cançons per Rolf Kasparek excepte "Iron Heads" - música: Gerald Warnecke, lletra: Rolf Kasperek

## Membres
- "Rock 'n'" Rolf Kasparek - veu i guitarra
- Thilo Hermann - guitarra
- Thomas Smuszynski - Baix
- Jörg Michael - Bateria
- Andreas Marschall – Artista de la portada (també ha realitzat treballs amb Blind Guardian, Hammerfall, In Flames i altres)